# Scherenbögen

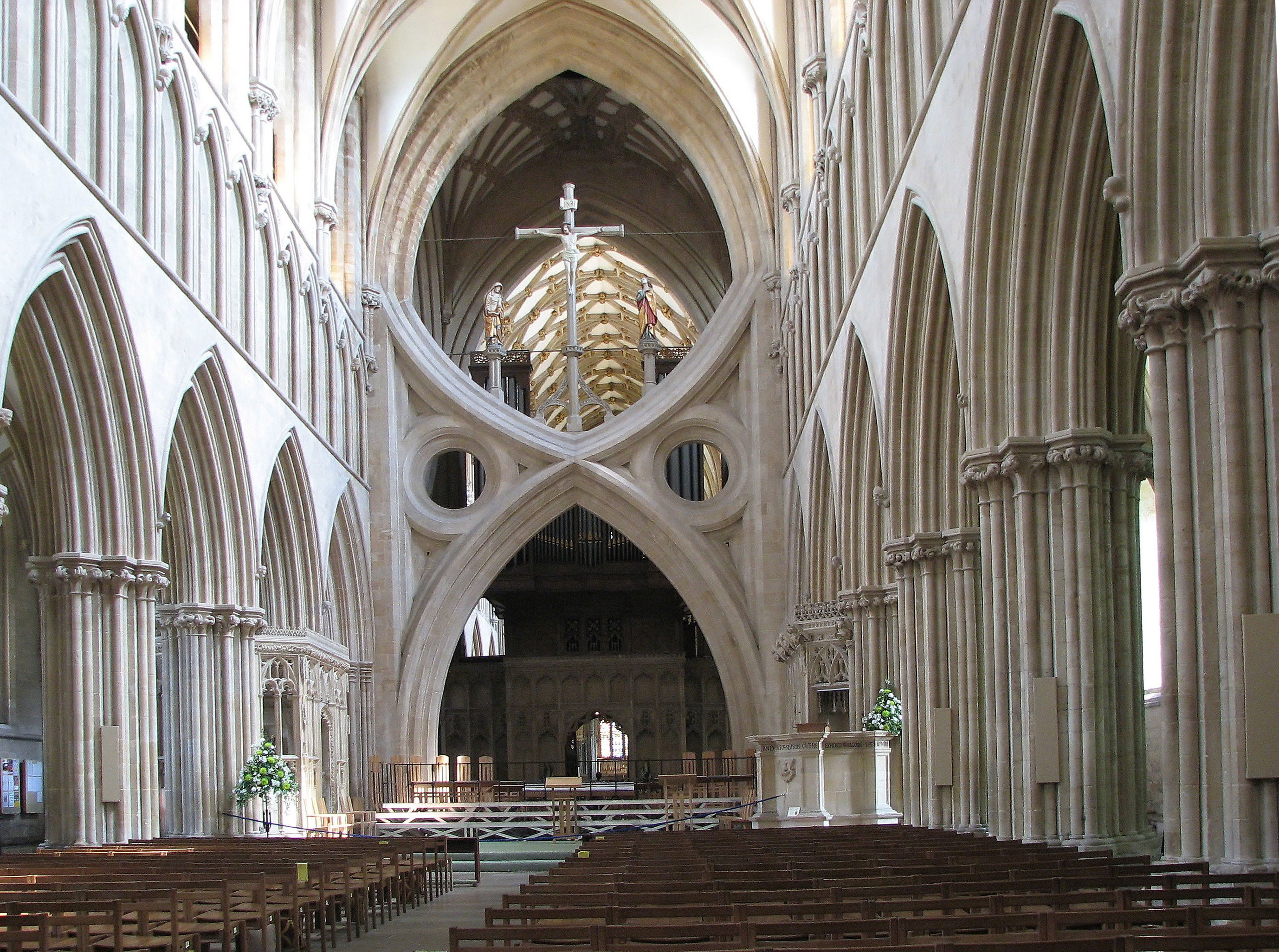
Scherenbögen an der Vierung der Kathedrale von Wells

Scherenbögen, oder englisch „scissor arches“, sind im Bauwesen eine Variante des Schwibbogens und bezeichnen vor allem ein sehr seltenes, aber spektakuläres architektonisches Bauelement der englischen gotischen Architektur. Dabei handelt es sich um gegenläufig verlaufende Bögen, die erstmals um 1320 in der Ostvierung der Kathedrale von Salisbury zur Verwendung kamen.

Die bekanntesten sind wohl die vier Scherenbögen der Kathedrale von Wells, ebenfalls in England, die 1338–1348 zur statischen Sicherung der gut hundert Jahre älteren Vierung errichtet wurden, als sich die Pfeilerfundamente senkten.

Beispiele
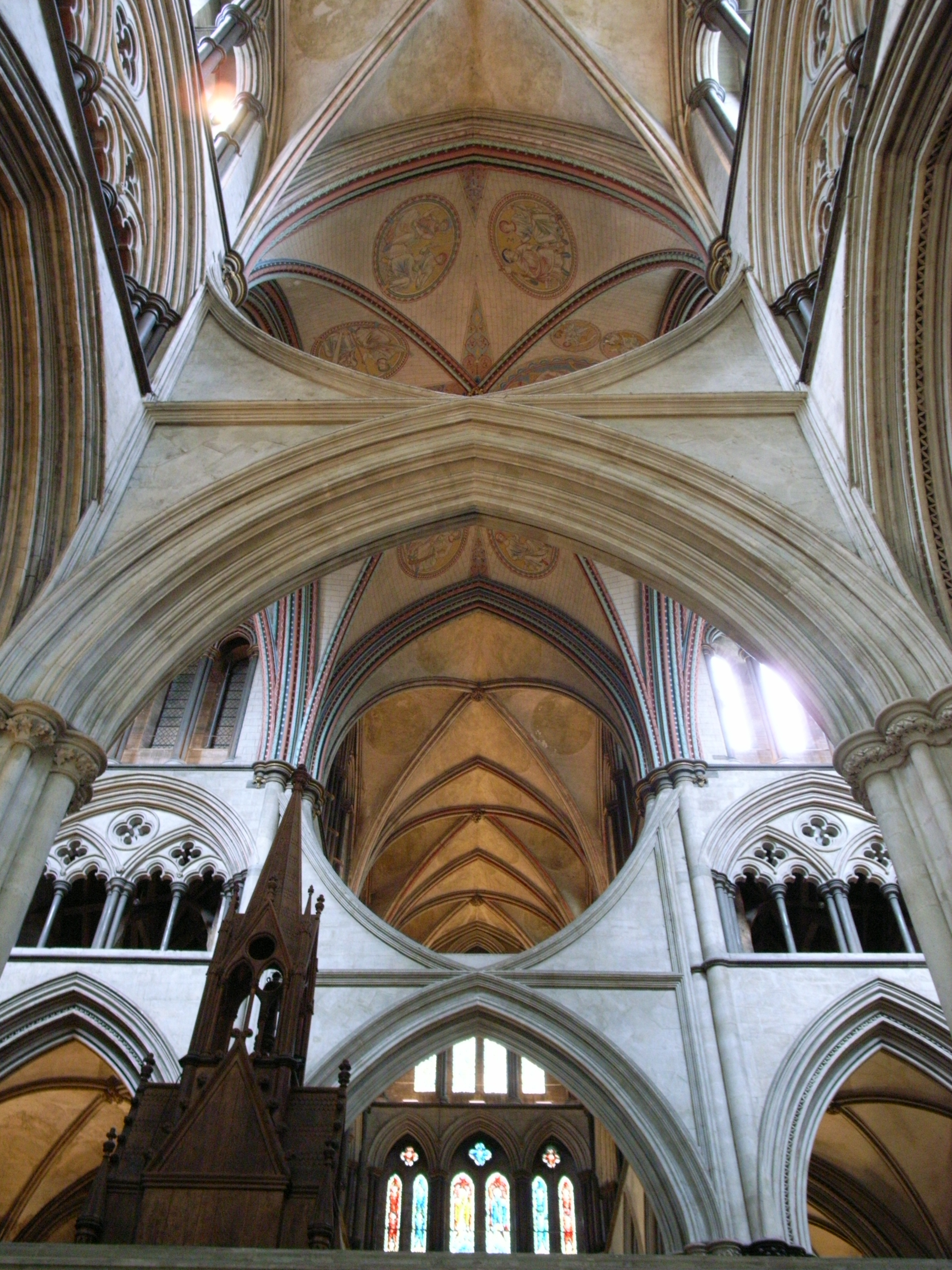
Scherenbogen in der Kathedrale von Salisbury
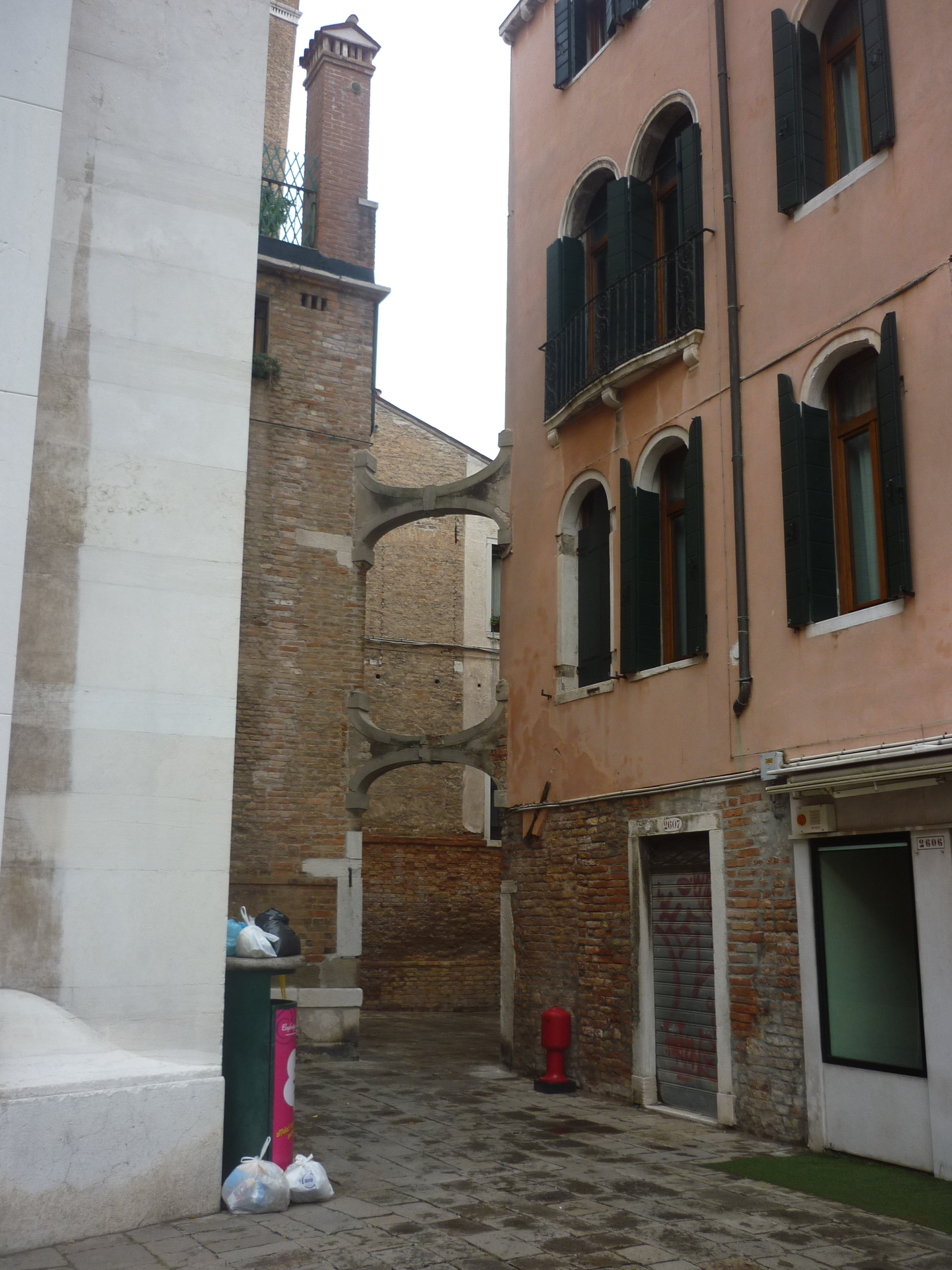
Scherenbögen über eine Gasse in Venedig